# István Szedlacsek
István Szedlacsek (ur. 26 sierpnia 1966) – węgierski piłkarz, występujący na pozycji napastnika.

## Życiorys
Seniorską karierę rozpoczynał w 1985 roku w Dorogi Bányász SE, gdzie występował do 1991 roku. W sezonie 1991/1992 był zawodnikiem Miskei TSZ SK, po czym przeszedł do Vác FC. W NB I zadebiutował 12 września 1992 roku w wygranym 3:1 spotkaniu z Budapesti VSC. W sezonie 1993/1994 zdobył z klubem mistrzostwo Węgier. Ogółem w Vác FC rozegrał 44 spotkania w lidze, występował także w Pucharze Intertoto (1992, 1994), Pucharze UEFA (1992, 1993; w rozgrywkach tych zdobył bramki przeciwko Benfice i Apollonowi Limassol) oraz eliminacjach do Ligi Mistrzów (1994, wystąpił w przegranym 1:2 meczu z Paris Saint-Germain). Z Vác FC był wypożyczany do Nagykanizsai Olajbányász SE, Tiszakécskei FC, Dorogi SE i FC Hatvan. W 1997 roku odszedł z Vác FC. Karierę piłkarską kończył w Visegrád SE.

## Statystyki ligowe
| Sezon         | Klub                        | Liga  | Mecze | Gole |
| ------------- | --------------------------- | ----- | ----- | ---- |
| 1991/1992     | Miskei TSZ SK               | NB II | 18    | 5    |
| 1992/1993     | Vác FC-Samsung              | NB I  | 19    | 4    |
| 1993/1994     | Vác FC-Samsung              | NB I  | 18    | 2    |
| 1994/1995 (j) | Vác FC-Samsung              | NB I  | 6     | 0    |
| 1994/1995 (w) | Nagykanizsai Olajbányász SE | NB I  | 5     | 0    |
| 1994/1995 (w) | Tiszakécskei FC             | NB II | 4     | 3    |
| 1995/1996     | Vác FC-Samsung              | NB I  | 1     | 0    |